# Santiago Gatíca
Santiago Bartolomé Gatíca Maggi (* 17. November 1954 in Santiago) ist ein ehemaliger chilenischer Fußballspieler. Der Abwehrspieler bestritt acht Länderspiele für Chiles Nationalmannschaft.

## Karriere

### Verein
Santiago Gatíca begann seine Karriere 1974 bei den Santiago Wanderers und wechselte 1977 zum CD O’Higgins. Dort blieb er die längste Zeit seiner Karriere in der Primera División. Danach lief der Verteidiger noch für den CF Universidad de Chile, Unión Española und  Audax Italiano auf. 1987 wechselte er zu den unterklassigen Teams CD Iván Mayo und Deportes Colchagua. Insgesamt kommt Gatíca auf 309 Erstligapartien.

### Nationalmannschaft
Santiago Gatíca lief zwischen August 1980 und August 1981 in acht Länderspielen für Chile auf. Er debütierte beim 0:0-Unentschieden im Freundschaftsspiel gegen Uruguay und spielte zuletzt beim Freundschaftsspiel mit gleichem Ergebnis gegen Brasilien.